# Meteorus oculatus
Meteorus oculatus är en stekelart som beskrevs av Johannes Friedrich Ruthe 1862. Meteorus oculatus ingår i släktet Meteorus och familjen bracksteklar. Arten är reproducerande i Sverige. Inga underarter finns listade i Catalogue of Life.